# 点源污染
点源污染，是由可识别的单污染源引起的空气，水，热，噪声或光污染。点源具有可以识别的范围，可将其与其他污染源区分开来。由于在数学模型中，该类污染源可被近似视为一点以简化计算，因此被称为点源。点源污染包括但不限于：

- 由炼油厂油管中排放出的污水产生的水污染
- 喷气式飞机引擎发出的噪声引起的噪声污染
- 由当地地震研究引起的扰乱性震动
- 由某盏街灯引起的光污染
- 由某工厂散热口发出的热污染
- 由某台无线干扰装置产生的辐射污染

有限范围内的空气污染通常通过维度被划分为线源，面源和域源（三维）。大气污染源通常被分类为静污染源和动污染源。